# Microcerculus
A Microcerculus a madarak osztályának verébalakúak (Passeriformes) rendjébe és az ökörszemfélék (Troglodytidae) családjába tartozó nem.

## Rendszerezés
A családon belül a legközelebbi rokona a Salpinctes nembe tartozó sziklai ökörszem (Salpinctes obsoletus).
A nembe az alábbi 4 faj tartozik:
- fülemüle ökörszem (Microcerculus philomela)
- füttyentő ökörszem (Microcerculus marginatus)
- fuvolázó ökörszem (Microcerculus ustulatus)
- fehércsíkos ökörszem (Microcerculus bambla)